# فريدريك إلفينغ
كان فريدريك إميل فولمار إلفينغ (9 ديسمبر 1854-21 يونيو 1942) عالم نباتات فنلنديًا، وعالم فيزيولوجيا نباتات، ومديرًا جامعيًا يتحدث اللغة السويدية. سافر كثيرًا أثناء تدريبه الجامعي إلى الخارج لتعلم أساليب وتقنيات علمية جديدة من علماء أوروبيين بارزين آخرين. ركزت أبرز أبحاثه على فيزيولوجيا النبات، وذلك على الرغم من أن منشوراته الأولى تناولت الجغرافيا النباتية وعلم الطحالب (وخصوصًا الطحالب الخضراء المعروفة باسم الدسميديات). نشر في بداية حياته المهنية أعمالًا أساسية حول تدفق المياه عبر سيقان النباتات الخشبية، وبحث في ظاهرة أجزاء النبات المنتحية أرضيًا بشكل عرضي. لم تلق تجاربه وآرائه اللاحقة حول الأشنات، والتي اعتبرها هو نفسه أهم أعماله، قبولًا إيجابيًا على عكس أعماله في فيزيولوجيا النبات.
أصبح إلفينغ أستاذًا في علم النبات في جامعة هلسنكي في عام 1892، وهو المنصب الذي شغله حتى تقاعده في عام 1926. أحدث إلفينغ، وهو مدرس نشط ومتحمس، ثورة في تدريس علم النبات في الجامعة من خلال تقديم دورات مخبرية ركزت على دراسة فيزيولوجيا النبات، بدلًا من دراسة علم التصنيف الذي كان شائعًا حينها. كتب إلفينغ العديد من الأوراق التاريخية حول المجتمعات العلمية، والسير الذاتية للعلماء الاسكندنافيين خلال فترة عمله كأستاذ. ألف كتابي أهم المحاصيل والكتاب المدرسي النباتي، واللذان استُخدِما على نطاق واسع ككتب مدرسية. يمتلك إلفينغ العديد من الأصناف التي سميت باسمه.

## المهنة

### بحث

#### فيزيولوجيا النبات
درست أطروحة دكتوراه إلفينغ سبب اتخاذ جذامير العديد من النباتات شكلًا أفقيًا في التربة. توصل بحثه إلى أن الأطراف تنمو دائمًا في مثل هذا الاتجاه لإعادة المحور الطولي إلى الوضع الأفقي في الأرض، وهو رد فعل ناتج عن قوة الجاذبية. تملك النباتات أيضًا أجزاء توجه نفسها في زوايا قائمة باتجاه الجاذبية، بالإضافة إلى وجود أجزاء منتحية إيجابية وسلبية، وتسمى هذه الأجزاء بالأجزاء المنتحية أرضًيا بشكل عرضي. اقترح ألبرت برنارد فرانك هذه الفكرة سابقًا في عام 1868، ولكن إلفينغ كان أول من أثبتها بشكل تجريبي. اعتقد فرانك أن الأجزاء المنتحية أرضيًا بشكل عرضي تملك جانبًا علويًا متجهًا نحو الأعلى. أظهر إلفينغ عدم صحة ذلك بالنسبة للجذامير، لأنها ستستمر في النمو دون أي التواء إذا دارت حول محورها الطولي بنسبة 180 درجة.
نشر إلفينغ نتائج تحقيق أُجري في مختبر دي باري في عام 1882 حول تدفق المياه عبر السيقان الخشنة. ساد الاعتقاد في ذلك الوقت بأن الماء لا يتدفق عبر تجويف الأوعية، ولكن في جدرانها، وأُطلِق على ذلك حينها اسم «نظرية التشرّب» التي اقترحها يوليوس فون ساكس. دحض إلفينغ الفكرة في تجربة تسبب فيها في امتصاص زبدة الكاكاو المذابة في ساق مقطوعة حديثًا من نبات الطقسوس، والتي سمح لها بعد ذلك بالتبريد والتماسك. أظهر الفحص المجهري أن الدهون ملأت تجويف الأوعية لكنها لم تتغلغل في جدرانها. قُضي على قدرة الساق على توصيل الماء تقريبًا، مما دل على أن الماء يتدفق بالفعل عبر التجويف، مثبتًا بذلك عدم صحة نظرية ساكس.

#### آراء حول الأشنات
صمدت أعمال إلفينغ في فيزيولوجيا النبات عمومًا أمام اختبار الزمن، وذلك على عكس وجهات نظره حول الأشنات، التي اعتبرها هو نفسه أهم أعماله، والتي كانت أقل قبولًا بكثير. أيد إلفينغ في البداية، في تعاليم صفه، وجهة النظر المقبولة عمومًا حول الطبيعة المزدوجة للأشنات كما اقترحها سيمون شويندرِر في عام 1867؛ أي أن الأشنات هي كائنات مركبة تشمل الفطريات والطحالب (مثل الميكوبيونت والفوتوبيونت). تزايدت شكوكه مع مرور الوقت حول صحة هذه النظرية، وتساءل عما إذا كان من الممكن تصور أن الأشنات كانت نتاج «صدفة متكررة باستمرار»، وهي صدفة التقاء الفطريات والطحالب. كان يعتقد أنه إذا كان بإمكانه إظهار وجود صلة جينية بين مكوني الأشنة، فسوف يدمر نظرية شويندرِر بشكل فعال.
نشر إلفينغ كتاب دراسات حول أشنات القُنيدات في عام 1913 بعد سنوات عديدة من البحث. ادعى في هذا الكتاب أنه قد أثبت من خلال الملاحظة المجهرية أن القُنيدات (مصطلح قديم في علم الأشنة للخلايا الطحلبية في الثالوس) تنشأ في الخيط الفطري، وأعلن أنه يجب بالتالي التخلي عن نظرية شويندرِر. ثبت جيدًا بحلول عام 1913 أن «القُنيدات» في ثالوس الأشنات هي خلايا طحالب خضراء أو خضراء مزرقة فعلية، وستؤدي وجهة نظر إلفينغ في حال قبولها بشكل أساسي إلى قلب التصنيف الكامل للنباتات اللازهرية. ظل إلفينغ ثابتًا على الرغم من فهمه للآثار الثورية لفرضيته،، وكان واثقًا من أنه سيثبت في النهاية أنه على صواب. قيل إن طريقته في استخدام المواد التي أُصلِحت أو قُصَّت أو صُبِغَت (بدلًا من مراقبة التطور في الجسم الحي) أعطت انطباعًا خاطئًا عن عملية تطوير مستمرة، مما أدى إلى تفسيرات خاطئة لملاحظاته. واجه عمله الانتقاد، أو تعرض للتجاهل بشكل تام. نشر باقي بحثه بعد 18 عامًا بعنوان المزيد من الدراسات حول قُنيدات الأشنات، والذي بدأه بشعار إنها تدور. 
قوبل هذا العمل باستقبال مشابه لعمله السابق، بما في ذلك دحض حاد آخر من قبل فيلهلم نينبورغ. اقترح تلميذ إلفينغ، رونار كولاندر، أن بحث إلفينغ كان له على الأقل نتيجة مفيدة واحدة، على الرغم من أن استنتاجاته حول طبيعة الأشنات كانت خاطئة، وذلك من خلال توضيح «عنصر عدم الاحتمالية في الفكرة المقبولة على نطاق واسع، وربما دون التفكير بأن كل أشنة فردية وُجِدت في الطبيعة كانت بالضرورة نتيجة لقاء عرضي بين طحلب وفطر». أصبح فهم بيولوجيا الأشنات والتكاثر الآن أكثر دقة، ونعلم الآن أنه في بعض أنواع الأشنات يكون التشتت المستقل وإعادة تكوين الثالوس أمرًا شائعًا؛ بينما تنمو الأشنات الجديدة في الأنواع الأخرى من الأشنات الأقدم عن طريق وحدات استنساخ الثالوس المتخصصة التي تحتوي على كل من الميكوبيونت والفوتوبيونت مثل السورديا والإسيديا.

### الطلاب
عمل إلفينغ في إرشاد عدد من الطلاب الذين أجروا أبحاثًا في فيزيولوجيا النبات كجزء من واجباته كأستاذ لعلم النبات؛ ومن أطروحات الدكتوراه الناتجة عن هذا التعاون أطروحة والتر لورين (1891)، الذي درس تأثير بخار الإيثر على الإنبات، وأطروحة ويدار برينر (1914) حول تغذية النيتروجين للرشاشيات من جنس الفطريات، وأطروحة مينّا رانكن (فروسّ لاحقًا) (1914) حول وجود النشا في النباتات الطحلبية، وأطروحة رونار كولاندر (1919) حول الانتحاء الحراري في النباتات، وأطروحة هاري وارين (واريس لاحقًا) (1920) حول الزراعة النقية لقُنيدات الأشنات، وأطروحة هانّا لابّالينين (1920) حول متطلبات العناصر الشحيحة وتكوين النشا في الرشاشية. كان من بين طلاب إلفينغ المتخصصين في علم الطحالب: كارل إنغيلبريشت هيرن، المتخصص في عائلة الخيضورانية المنتفخة (الأودغانية)، وألكسندر لوثر الذي اقترح وجود الطحالب الصفراء-الخضراء، ورولف غرونبلاد، وكارل إميل سيدركروتز وكارلو مينيو ليفاندر.